# Henrik Jakob Hildebrand
Henrik Jakob Hildebrand, född 1636 i Wolfenbüttel i Tyska-romerska riket, död 14 juli 1714 i Stockholm, var en svensk förmögen brukspatron och handelsman. Han var en av samtidens rikaste män.

## Biografi
Hildebrand var son till Andreas Hildebrand och Maria von Kwitten. Han kom till Stockholm i november 1660 och var där verksam som handelsman. Vidare var han verksam som kamrerare i Kommerskollegium åren 1673–1679 och ledamot av kommissionen för prövning av ersättningskrav.
År 1676 anlade han Bredsjö bruk i Hjulsjö socken. Samma år, den 29 november erhöll han privilegier för att anlägga en stångjärnshammare och en kronoallmänning. Bruket förblev inom den Hildebrandska släkten i nästan ett sekel, för att på 1760-talet övergå till Heijkensköldska släkten.
Hildebrand adlades 8 januari 1698 under namnet Hildebrand och introducerades året därpå på Riddarhuset i Stockholm med nummer 1357.
Hildebrand ingick två äktenskap under sin levnadstid. Det första ingicks med Dorotea Brehmer den 24 juni 1661 och det andra med Maria Sofia Amija den 17 mars 1663. Den sistnämnda var syster till David Amija.
Hildebrand är gravsatt i Riddarholmskyrkan i Stockholm.